# نادي اتحاد إمزورن
 نادي جمعية اتحاد إمزورن هو نادٍ رياضي مغربي من مدينة إمزورن ممارس بدوري الدرجة الثالثة المغربي .